# Paegan Terrorism Tactics
Paegan Terrorism Tactics је други и уједно последњи албум слаџ метал групе Есид Бет. То је био задњи албум који су објавили пре него што су се растали након изненадне несреће у којој је погинуо басиста Оди Питре.
Већина материјала на овом албуму је била написана током њихове турнеје. Наслов албума, као и наслов прве песме на албуму користе реч "paegan" са додатим "е" што треба да представља стари Англо-Саксонски језик.
На омоту албума се налази слика Др. Џека Кеворкиана.

## Преглед
Текстови са албума су поетични и показују црни хумор Декса Ригза. "Paegan Love Song" је наводно написана по догађају када је бенд посетио једну плажу на Флориди, где су им неке особе понудиле делиријант назван Татула (латински: datura stramonium). Декс је рекао да су халуцинације трајале неколико дана, а стих "умирање је било тако добро данас" се односи на бендово буђење на плажи у занесеном стању због конзумираног делиријанта. На Double Live Bootleg! DVD, бенд најављује песму рекавши: "Због Рок 'н' Рола се земља окреће, пијења пива и пушења марихуане! Ово је Paegan Love Song." Песма "Graveflower" има соло секцију на гитари у којој се врло изражајно користи дрон. "13 Fingers" и "New Corpse" експериментишу са блек металом. Семи Дует је учествовао у писању песме "Diäb Soulé", чији наслов на кајунском француском значи "Пијани Ђаво". Семи Дуетово име је на албуму написано као "Семи "Пјер" Дует", што је био његов надимак заснован на истоименој вештици. Поема/скривена песма "Ode of the Paegan" је понекад именована као "The Beautiful Downgrade", под којим се насловом појављује у Дексовим збиркама поема. Ова скривена песма са песмом "Old Skin" чини две рецитоване поеме на овом албуму. Док је била у Мексику, група је са негатив филтером фотографисала главу обезглављене животиње, што је требало да постане слика на омоту албума. Ипак, касније су одлучили да искористе Кеворкианову илустрацију, док се оригинална фотографија може пронаћи на интернету.

## Песме
Аутор(и) свих текстова и песама: Есид Бет. 
| №               | Назив                                                                                   | Трајање |  |
| 1.              | Paegan Love Song                                                                        | 5:40    |  |
| 2.              | Bleed Me An Ocean                                                                       | 6:15    |  |
| 3.              | Graveflower                                                                             | 6:07    |  |
| 4.              | Diäb Soulé                                                                              | 4:34    |  |
| 5.              | Locust Spawning                                                                         | 4:40    |  |
| 6.              | Old Skin                                                                                | 1:11    |  |
| 7.              | New Death Sensation                                                                     | 6:44    |  |
| 8.              | Venus Blue                                                                              | 4:42    |  |
| 9.              | 13 Fingers                                                                              | 4:10    |  |
| 10.             | New Corpse                                                                              | 3:22    |  |
| 11.             | Dead Girl (Песма се завршава на 7:23, док песма The Bautiful Downgrade почиње на 22:29) | 24:08   |  |
| Укупно трајање: | Укупно трајање:                                                                         | 71:33   |  |

Скривена песма је понекад названа ""Ode to the Paegan".

## Чланови

### Есид Бет
- Декс Ригз - Вокали
- Оди Питре - Бас гитара, пратећи вокали
- Џими Кајл - Бубњеви
- Мајк Санчез - Гитаре
- Семи Пјер Дует - Гитаре, пратећи вокали

### Продукција
- Кит Фалгот - Продуцент, инжињер, миксер
- Мет "Хеви" Акин - Асистент инжињера
- Спајс - Семпловање, стажер
- Крис Робинсон - Стажер
- Џон "Фидбек" Гилмор - Стажер
- Џими Кајл - Фотографија